# Francesco Marmoro

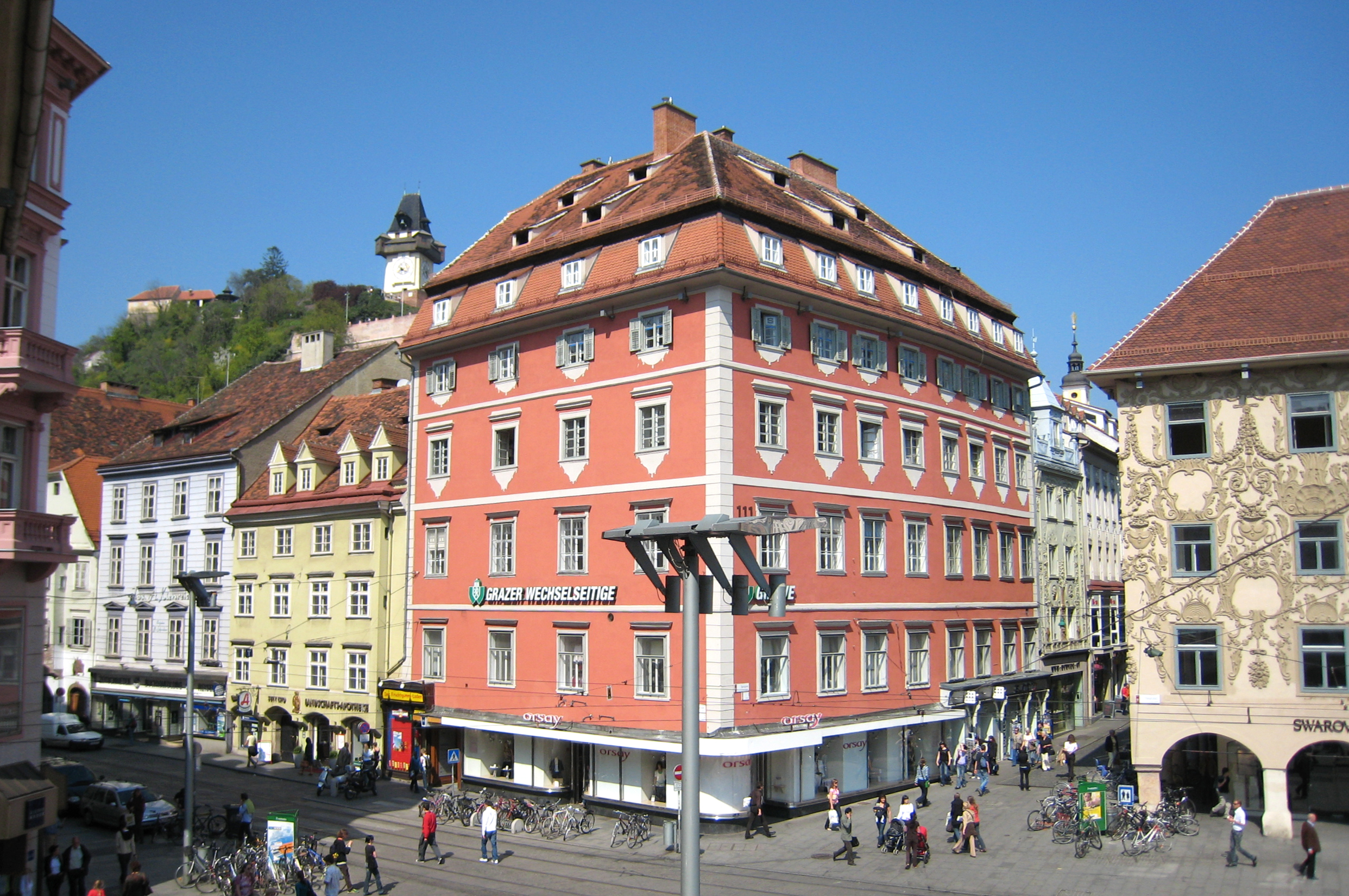
Graz Hauptplatz ‚Haus Staigeregg‘ Ecke Sackstraße 2

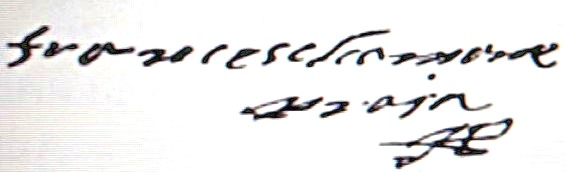
francesco marbl Unterschrift

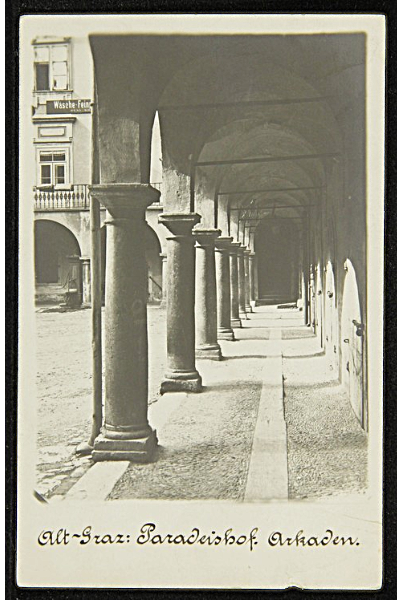
Graz Protestantische Kirche und Schule 1574, Bild Paradeishof 1915

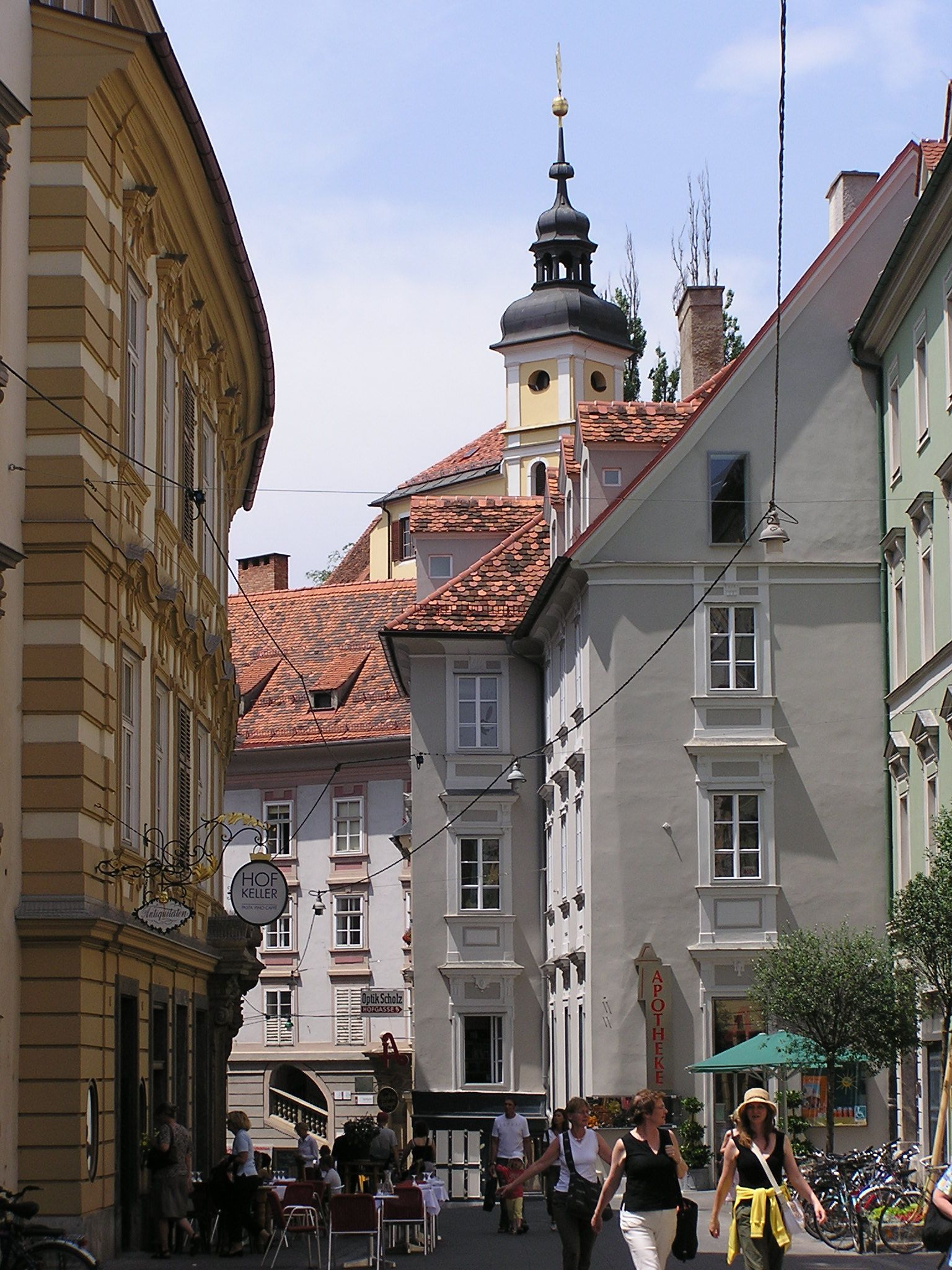
Graz Altes Münzhaus Hofgasse 3 1575

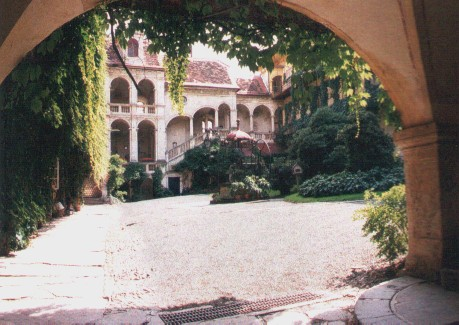
Schloss Hollenegg Hof und Stiege 1577

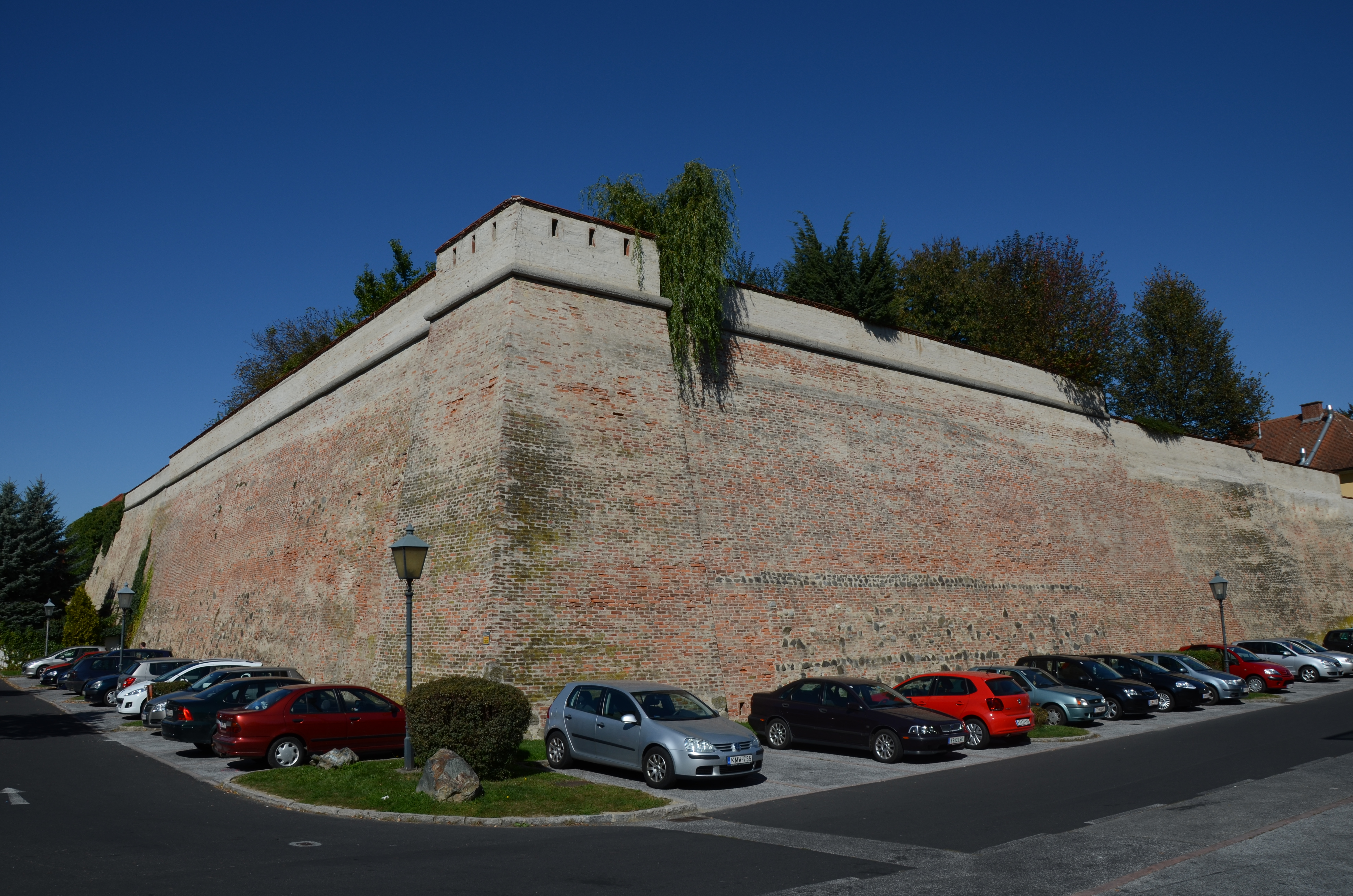
Festungsweg Fürstenfeld Ungarbastei

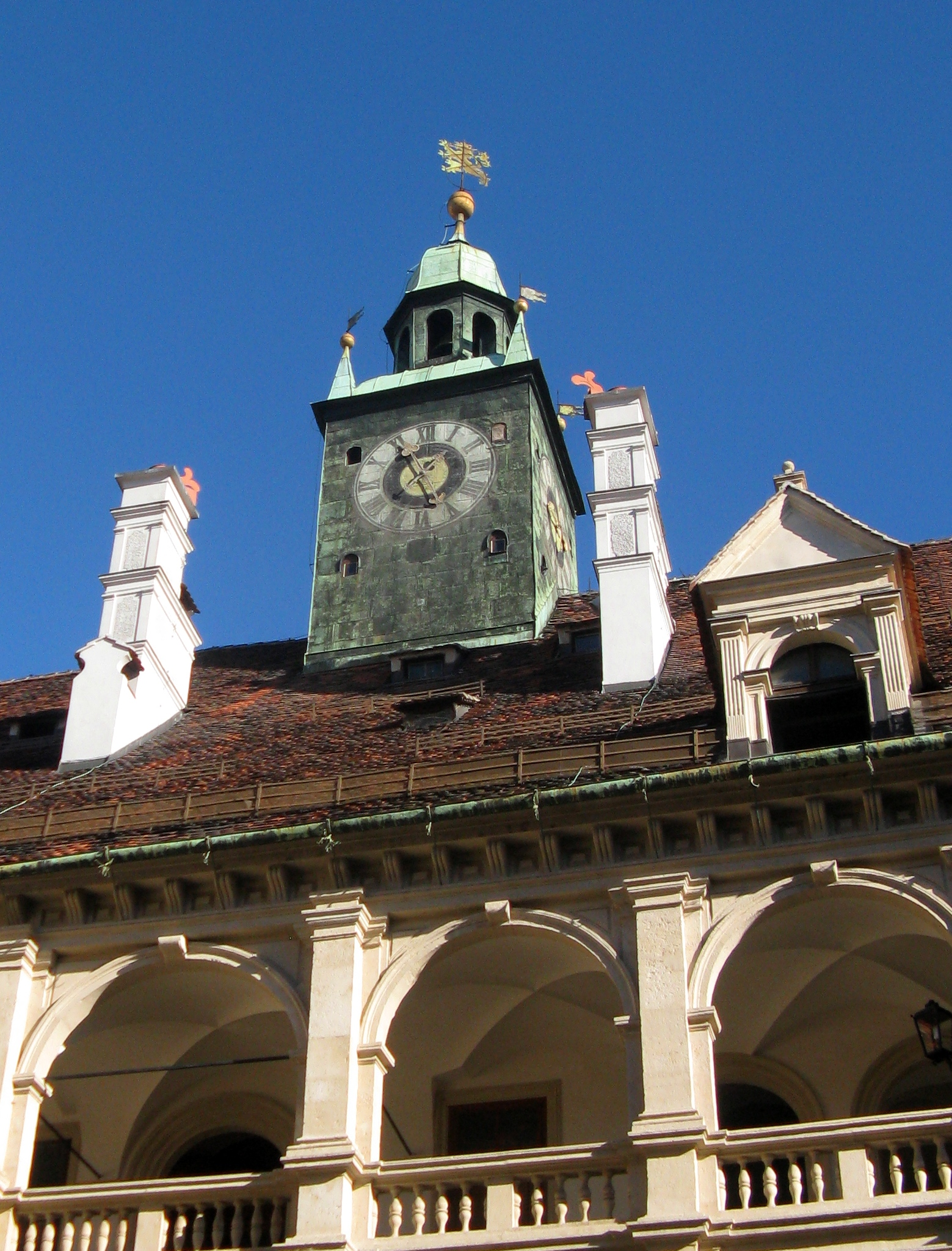
Grazer Landhaus Dachreiter 1586, Plan Francesco Marmoro

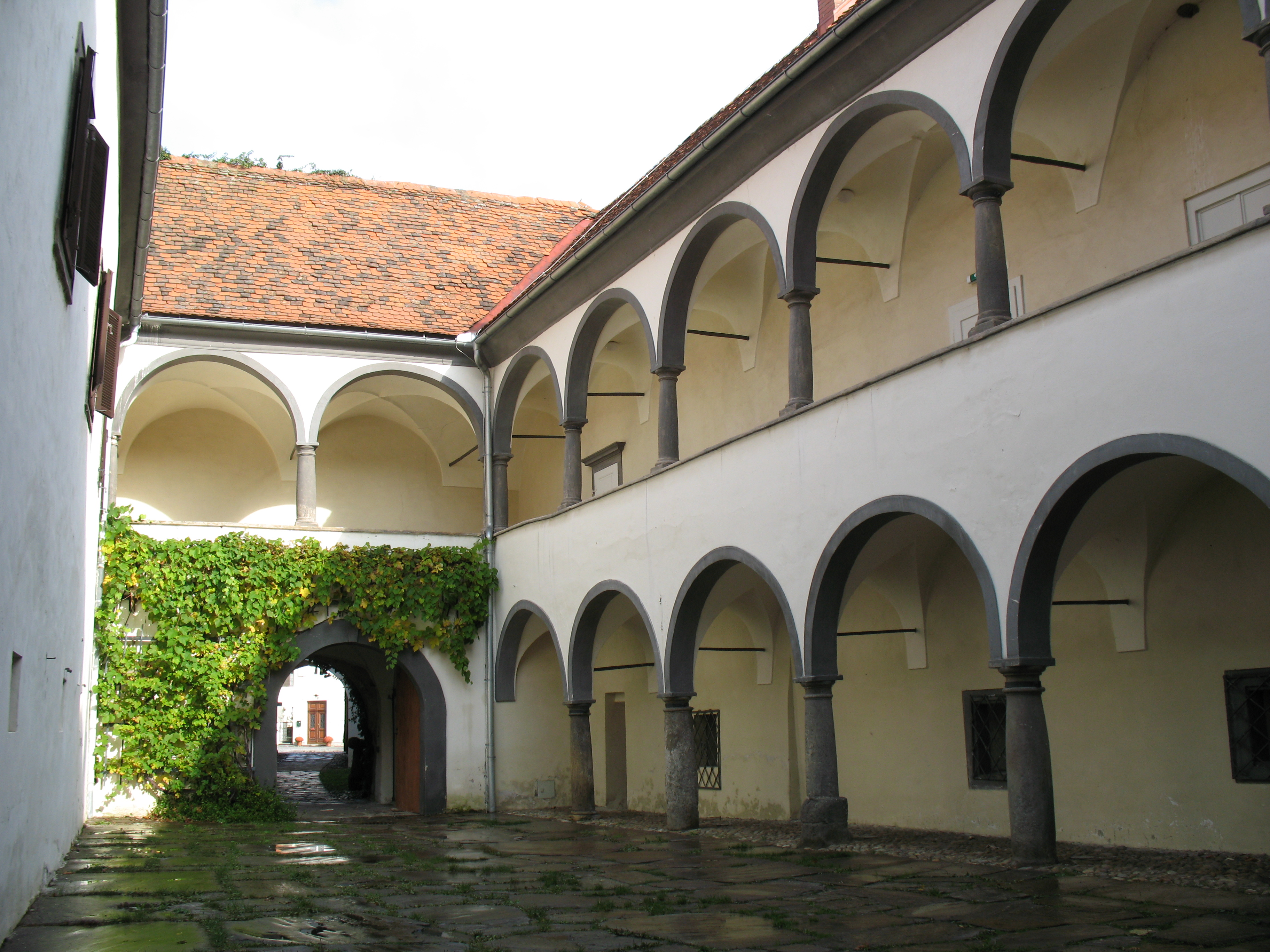
Radkersburg ehem. Provianthaus 1588

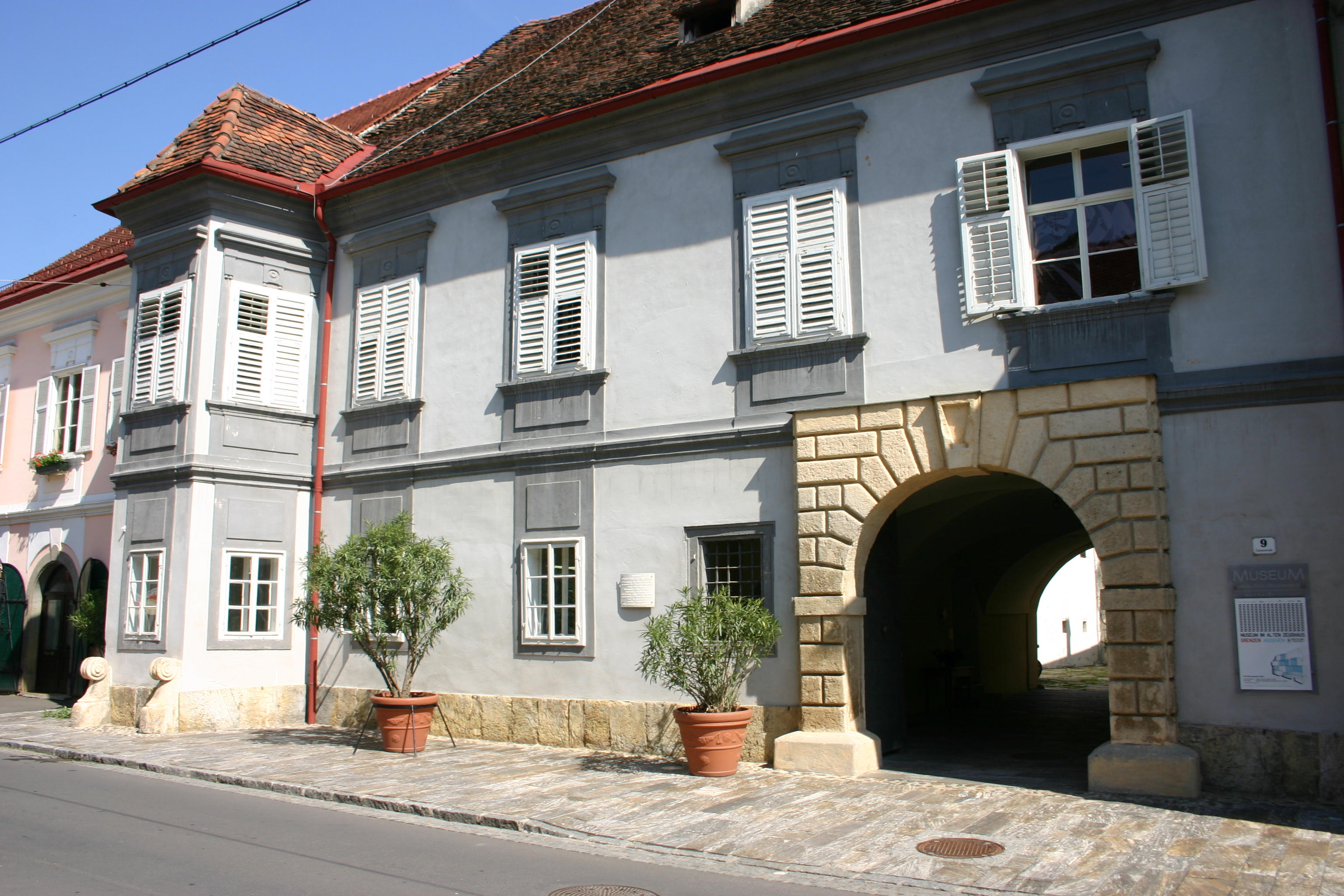
Radkersburg ehem. Zeughaus, heute Stadtmuseum

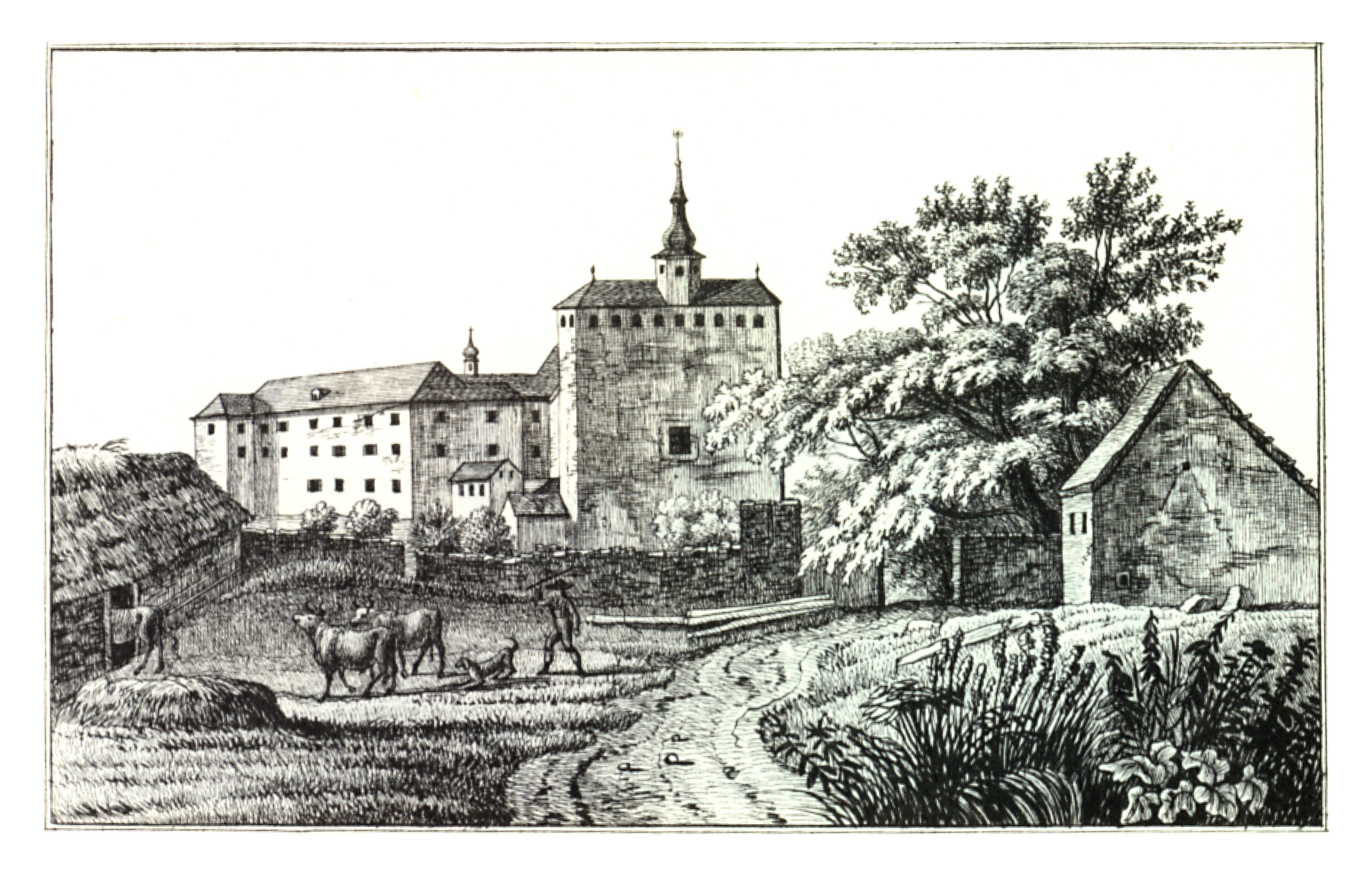
Schloss Gleichenberg

Francesco Marmoro, auch Franz Marbl (* um 1530 in Ponna, Provinz Como in der Lombardei; † 7. Jänner 1594 in Pettau, begraben in Radkersburg, Herzogtum Steiermark) war ein österreichischer Architekt, landschaftlicher Baumeister, zuletzt Superintendent und oberster Baumeister.

## Leben

### Familie
Francesco Marmoro ist ab 1566 in der Steiermark dokumentiert, der jüngere Bruder Antonio folgte ihm 1577. Francesco ersuchte die Verordneten am 11. August 1574 um eine kleine Beisteuer, damit er seine Frau und Kinder ‚herein‘ bringen könne. Belegt sind die Söhne Jakob, der auch Baumeister wurde, und Hieronymus, der am 23. September 1595 starb. Jakob heiratete am 3. Juli 1594 Christina, Tochter des Grazer Bürgers und Handelsmannes Wolfen. Die ganze italienische Familie Marmoro war hier in Graz zum Protestantismus übergetreten, und daher die ‚Citation vor die italienische Inquisition‘.
- Für seine Familie kaufte Marbl 1592 das ‚Steigerische Haus‘ am Grazer Hauptplatz, Ecke Sporgasse und Sackstraße. Das heutige ‚Staigeregg‘ (→ Foto) entstand 1740 durch die Zusammenlegung zweier gotischer Häuser.[3]
- Inquisitionsverfahren in Italien

Er und seine ganze Familie trat zum Protestantismus über. Da Francesco Marmolo, ‚Ihro Fürstlichen Durchlaucht und einer Ehrsamen Landtschaft in Steyer Baumeister‘, auch Italiener war, wurden er und sein Bruder Anton 1593 wegen ihres Übertritts vor die Inquisition ihrer Vaterstadt geladen; die Stände verwendeten sich aber für ihre beiden Baumeister beim Hofkriegsrat und beim Erzherzog, so dass die Sache im Sand verlief.

### Werdegang zum Superintendenten und obersten Baumeister
Baumeister Francesco Marmoro und sein Bruder Antonio arbeiteten im Gefolge von Domenico dell’Allio und traten in die Dienste der steirischen Landschaft. Die Stände waren mit dem Festungsbaumeister Joseph Vintana aus Görz nicht einverstanden, sie ernannten Franz Marbl 1584 zu ihrem Landschaftsbaumeister ‚über die Land– und Grenzgebeu‘, Antonio zu seinem Polier Beide erhielten jährlich 300 Gulden Besoldung. Baumeister Joseph Vintana wurde in den Ruhestand versetzt und Franz Marmor erhielt dieses hohe Amt.

„Erzherzog Karl machte im Ernennungsdekret 1585 seinem ‚obristen Paumeister‘ zur Pflicht, seine Arbeit ‚Erbar, treülich und Vleissig‘ zu verrichten. Francesco Marmoro tat mehr, er verrichtete sie aufopferungsvoll, gefahrentrotzend, todesbereit.“

### Werke (Auswahl)
- Protestantische Stiftskirche und Stiftschule in Graz

Ab 1566 entstand hier das protestantische Zentrum der Steiermark, heute Wohnhaus Paradeisgasse 1–3. Die Verordneten sandten Baumeister Francesco Marmoro im Juli 1569 nach Wien, um das dortige Schulgebäude zu besichtigen. Zur Baukommission wurde der kaiserliche Baumeister Pietro Ferrabosco von Wien berufen; den Bau leitete Francesco Marmoro. Am 16. Dez. wurde mit Märbl der Vertrag abgeschlossen, bereits im Juni 1574 konnte Schule bezogen werden. Der Astronom und Mathematiker Johannes Kepler lehrte dort von 1594 bis 1598. Das Gebäude umschloss einen Hof, wie es in dem noch bestehenden Wohnhause „Paradeis“ im Wesentlichen noch zu sehen ist.
- Freihaus in der Grazer Hofgasse 3

Freiherr Hans Friedrich von Hoffman, Landesverweser der Steiermark, ein Protestant, verkaufte sein Freihaus in der Hofgasse 3, 1575 an die steirische Landschaft, hier entstanden zwei Münzhäuser. Die weitreichenden Umbauarbeiten leitete Baumeister Francesco Marmoro. 1782 erfolgten weitere Umgestaltungen.
- Schloss Hollenegg

Friedrich von Hollenegg beauftragte Francesco Marmoro mit dem Umbau der mittelalterlichen Burg, wie den Einbau der Prunkstiege.
- Befestigungsanlagen in Fürstenfeld

Superintendent Joseph Vintano kontrollierte 1578 die Befestigungsanlagen in Fürstenfeld. Franz Marbl berichtete dem Erzherzog 1579, dementsprechend baute Marbl die Basteien gegen die Feistritz unter dem Schloß. führte die Kurtine der Schlossmauer gleich auf, erhöhte und verbreiterte das Ungartor, auch das Schloss abgedeckt und gedeckt.
- Ausbau des Grazer Landhauses

Nach dem Tod von Domenico dell’Allio wurde das Grazer Landhaus um vier Flügel erweitert. Seine Mitarbeiter, der landschaftliche Baumeister Francesco Marmori und Bruder Antonio als Polier führten die Arbeiten 1581–1584 weiter. Der Dachreiter mit Uhr und Laterne wurde 1586 von Valentin Wildauer nach einem Modell (Plan) von Francesco Marmoro geschaffen.
- Befestigungsbauten in Graz

1584 bis zu seinem Tod 1594 übernahm Marbl die Gesamtleitung der neuen Festungsbauten in Graz.
- Zeughaus und landschaftliches Provianthaus in Radkersburg

Er besichtigte die Festungsbauten, in welchen sich der aus Florenz berufene Baumeister Simone Genga befand und leitete den Bau der Befestigung von Radkersburg. Francesco Marmoro zeichnete die Pläne für das Zeughaus von Radkersburg und das landschaftliche Provianthaus, Fertigstellung 1588. Der Renaissancehof mit den Arkaden und Steinsäulen sind aus dieser Zeit. 1639 erfolgte ein Umbau mit Pietro Valnegro.
- Martinikirche der Burg in Judenburg

In der Martinskirche der ehemaligen landesfürstlichen Burg wurden protestantische Gottesdienste abgehalten. Aufgrund des starken Zustroms fertigten die Baumeister Francesco und Antonio Marmoro 1587 Umbaupläne an, die den mittelalterlichen Sakralraum in einen Emporensaal umwandeln sollten.
- Burg Neu–Gleichenberg im Bezirk Feldbach

Die Pläne für Burg Neu–Gleichenberg lieferte Baumeister Francesco Marmoro. 1945 wurde die Schlossanlage zur Brandruine.

## Tod
Superintendent Francesco Marmoro starb 1594 auf einer Inspektionsreise durch einen Huftritt beim Versuch, sein Pferd zu beschlagen.